# هنوز عاشقتم (ترانه ثین لیزی)
هنوز عاشقتم (به انگلیسی: Still in Love with You)، آهنگی است که ابتدا توسط بند ایرلندی ثین لیزی ضبط و در آلبوم زندگی شبانه در سال ۱۹۷۴ منتشر گردید. بر اساس گزارش آل‌میوزیک این آهنگ به عنوان برترین و عاشقانه ترین تصنیفِ ثین لیزی شناخته می‌شود.

## نسخه ثین لیزی
نسخه استدیویی در شهر وورتینگِ ساسکس غربی در مارس ۱۹۷۴ ضبط شده است. در این نسخه فیل لاینت خوانندگی و نوازندگی گیتار بیس، گری مور نوازندگی گیتار و برایان داونی نوازندگی درام را بر عهده داشتند. گری مور ماه بعد از بند جدا شد و بنابراین در این قطعه صرفاً فیل لاینت به عنوان آهنگ ساز معرفی گردید.

## نسخه شادِی
بند بریتانیایی شادِی در سال ۲۰۱۱ این آهنگ را در آلبوم تلفیقی خود بازخوانی کردند. این قطعه به عنوان اولین تک‌آهنگ آلبوم آن‌ها عرضه شد.